# Dromornis
A Dromornis a madarak (Aves) osztályának lúdalakúak (Anseriformes) rendjébe, ezen belül a fosszilis Dromornithidae családjába tartozó nem.

## Tudnivalók
A Dromornis nem fajai röpképtelen, óriás madarak voltak. A valaha élt legnagyobb madarakat foglalja magába. Magasságuk 3 méter és testtömegük 500 kilogramm lehetett. A Dromornis-fajok Ausztrália területén éltek, a késő miocén és a korai pliocén korok idején, ami azt jelenti, hogy az ember sohasem találkozott e fajokkal. A Dromornis stirtoninak hatalmas csőre és nagy erőt kifeszítő állkapcsa volt, de mégsem volt ragadozó életmódra utaló alakú csőre és karma.
E fajokat néha Mihirung madaraknak nevezik. A „Mihirung paringmal”, a Tjapwuring emberek (Nyugat-Victoria-i ausztrál bennszülöttek) nyelvén „óriás madarak”-at jelent. A madarak bár hasonlítanak az emura, mégis közelebbi rokonságban állnak a házi lúddal.
A Dromornis madárnem a Dromornithidae családhoz tartozik, amelynek az első képviselői az eocén korban jelentek meg, melynek utolsó egyedei körülbelül 30 000 éve haltak ki. Ebben az időben Ausztrália már sok millió éve levált a déli óriás kontinensről, Gondwanáról. Az ausztráliai állatok, a többi kontinensektől eltérően, nagyon lassan és különös módon fejlődtek ki. Az Alcoota lelőhelynél, ahol ezen madarak maradványaira bukkantak, megtalálták azon bizonyítékokat, hogy ezek a madarak erdőkben éltek, és állandó vízhez jutottak, bár az időjárás kiszámíthatatlanul változékony volt.

## Rendszerezés
A nembe az alábbi 3 faj tartozik:
- Dromornis australis Owen, 1872 - típusfaj
- Dromornis murrayi Worthy et al., 2016[1]
- Dromornis stirtoni Rich, 1979